# Генитална уреаплазма
Генитална уреаплазма (лат. ureaplasma urealyticum, ureaplasma parvum), један је од микроорганизма из породице микоплазми и саставни део нормалне флоре гениталног тракта већине људи. Може се пренети са мајке на дете током порођаја или се преносити полним путем.
Сматра се да је присутна у око 70% сексуално активних особа код којих не изазива никакве тегобе, сем ако дође до  прекомерног размножавања уреаплазма, Тада  настаје генитална инфекција која може да доведе до неплодности, код мушкараца и код жена.
Такође се може наћи у културама у случајевима инфламаторне болести карлице и може допринети неонаталној инфекцији и негативним исходима порођаја. Да би се утврдио прави етиолошки значај гениталних микоплазми у патогенези развоја негативних последица по репродуктивно здравље жена, потребно је спровести велики број мултицентричних рандомизованих клиничких испитивања.
Брачни парови који испоље неплодност, а жене понављање губитка трудноће, бол у малој карлици, пременструалне симптоме или симптоме вагиналних инфекција, треба да се тестирају на присуство уреаплазме,  тестом сличном папаникулау тесту, заснованом на узимањем бриса из вагине. 

## Епидемиологија
Генитална уреаплазма се примарно преноси полним односом, јер  сексуални партнери могу (не знајући за ову инфекцију)   изнова преносити један другом овај микроорганизам. Инфекција су подложније млађе жене, које често мењају сексуалне партнере и не користе кондом, као и  жена које користе оралну контрацепцију уместо кондома.
Уреаплазма је микроорганизам који се можепренети и интимним контактом са зараженим телесним излучевинама или предметима који су контаминирани ћелијама и излучевинама урогениталног секрета (пешкири, веш, постељина). Може се пренети и у саунама, базенима, соларијумима, козметичким салонима, па чак и ординацијама, и свуда где хигијенски услови нису на захтеваном нивоу.

## Микробиологија
Ureaplasma urealyticum припада микоплазми, најмањем живом ћелијски микроорганизми (пречника 0,2 до 0,3 микрона) који се одликују недостатком ћелијског зида (по чему је слична вирусима). Спада у условно патогене бактерије, јер су део нормалне флоре доњег гениталног тракта жене.
Изражени полиморфизам једна је од морфолошких карактеристика уреаплазме. Њен облик може бити бациларни, сферни или филаментозан. Могу се појавити у облику звезде или прстена, као и у облику разгранатих штапића.
Све микоплазме су аспорогене, имају способност инкапсулације и углавном су непокретне. 
Једна од њихових најзначајнијих карактеристика је мноштво антигенских серотипова (које карактерише антигенска разноврсност), што практично онемогућава успостављање трајног имунитета. Због тога су поновљене инфекције микробима из ове групе веома честе.

## Клиничка слика
Симптому инфекције уреаплазмом постају манифестни оног момента када узрочници инфекције надвладају ослабљени имуно-система (или ослабљени одбрамбени механизми организма).  Инфекција уреаплазмом  најчешће почиње са клиничком сликом уретритиса. 
Када дође до испољавања симптома, они су обично слабо израђене, а испољавају се као;
| Симптому код жена | Симптому код мушкараца |
| --- | --- |
| - Појачан вагинални секрет - Учестало мокрење - Осећај пецкања при мокрењу - Бол у пределу гениталија - Бол при мокрењу - Оток изнад вагине - Напетост и/или бол у доњем делу стомака - Непријатност и бол при полном односу - Неправилна менструација | - Секрет из уретре (пениса) - Пецкање приликом мокрења - Оток на врху полног уда - Бол у пределу гениталија - Црвенило на полном органу |

У случају асимптоматских инфекција, код којих је вагинални секрет незнатно увећан, уреаплазма се најчешће открива из вагиналног бриса, док се ретко налази у брису грлића материце или уретре. За разлику од готово сапрофитног понашања у вагини и делимично грлићу материце, насељавање утеруса, јајовода, односно ширење инфекције на малу карлицу осликава њен пуни патогени значај.

## Дијагноза
Дијагноза се поставља на основу:
- изолације узрочника из брисева грлића материце и/или уретре у одговарајућим културама или

- детекције антитела (серолошка дијагноза).

Данас се најчешће за брзу дијагностику користи метода „Mycofast” - модификована техника изолације узрочника на течним подлогама.

## Терапија
С обзиром да ове бактерије немају ћелијски зид – а већина антибиотика (нпр. пеницилини и цефалоспорини) делује на бактерије уништавајући њихов ћелијски зид – лечење инфекције може бити теже. Само посебни антибиотици, као што су еритромицин, флоурокинолон или тетрациклин, могу бити прописани. Ако сте трудни, за вас ће такође бити преписан одговарајући антибиотик.
Све док се терапија (оја траје 10 до 14 дана) е заврши потребна је апстиненција од полних односа, иначе постоји ризик реинфекције.  
Последице нелечене инфекције
Уреаплазме су најчешћи узрочник негонококног и нехламидијалног уретритиса. Постоје научни докази да уреаплазме огу довести до упале бубрега и плућа код особа са ослабљеним имуним системом.
Код жена, нелечена инфекција уреаплазмом може довести до потешкоћа са зачећем, спонтаних побачаја,превременог порођаја, инфекције постељице.
Код мушкараца, нелечена инфекција може изазвати смањење покретљивости и броја сперматозоида, јер се бактерија прилепљује за сперматозоиде и онемогућава процес оплођења.

## Компликације

### Неплодност
Како је инфекције уреаплазмом најчешће без симптома, она временом може довести до појаве стерилитете, због:
- болести каналића материце (тубе утерине) и понављање спонтаних побачаја код жена,
- смањену покретљивост и бројност сперме код мушкараца, јер се бактерија прилепљује уз сперму и блокира оплодњу.

### Компликације у трудноћи
Уреаплазма (и микоплазма хоминис) која је пронађена у плаценти и/или ендометријуму (слузокожи која са унутрашње стране облаже материцу) повезује се са инфекцијом, рађањем мртвог фетуса, спонтаним побачајем, прераним порођајем и мањом него што је нормално масом новорођенчета. Оба микроорганизма продиру у водењак у другом триместру. Може узроковати хориоамнионитис (запаљење мембрана око фетуса: хориона и амниона). Пронађена је у крви мајки које су имале проблеме са високом температуром после порођаја.
Ова инфекција се може пренети на отприлике 40% беба које је родила мајка са оваквом инфекцијом. Уколико је мајка заражена уреаплазмом може да инфицира плућа новорођенчета за време порођаја. Узрочник је (као и микоплазма хоминис) респираторних проблема (код беба са мањом телесном тежином) и менингитиса.
Инфекција код новорођенчета је праћена снажним имунолошким одговором и у корелацији је са потребом за продуженом механичком вентилацијом.  Инфекција  у трудноћи и порођају може бити компликована хориоамнионитисом, мртворођеношћу, превременим порођајем,  а, у перинаталном периоду, пнеумонијом, бронхопулмоналном дисплазијом  и менингитисом.  Утврђено је да је инфекција присутан у амнионској течности код жена које су имале превремени порођај са интактним феталним мембранама.  Поред тога, овај патоген може латентно инфицирати ткива хорионских ресица трудница, чиме утиче на исход трудноће.

## Превенција
Као и код других полно преносивих болести, коришћење кондома је најбољи вид превенције
Како не постоји апсолутно сигуран начин да сексуално активна особа избегне ову врсту полно преносивих болести, треба имати у виду да све што ремети пХ вагине и равнотежу бактерија вагине може довести до инфекције. У том смислу саветује се избегавање хемијских иританаса, шампона, тампоне итд.